# Перехода Руслан Юрійович
Руслан Юрійович Перехода (нар. 18 липня 1987, Старий Салтів, Харківська область, Українська РСР) — український лижник, учасник зимових Олімпійських ігор 2014 та 2022 року.

## Біографія
Дебют за національну збірну України відбувся у 2007 році, виступиши на юнацькому чемпіонаті світу. 25 листопада 2011 року провів свою першу гонку на етапах Кубка світу, посівши 84-те місце у спринті.
У 2014 році виступив на Олімпійських іграх у Сочі, де посів 50-те місце у спринті та 20-те місце у командному спринті (виступав у парі з Олексієм Красовським).
У 2018 році поїхав на зимові Паралімпійські ігри у якості гайда українського спортсмена Юрія Уткіна. Там він став чемпіоном у змішаній естафеті (лижні перегони) та бронзовим призером в особистій гонці (біатлон).
Станом на січень 2022 року найкращим особистим результатом спортсмена на етапах Кубка світу є 26-те місце в спринті, яке він посів 1 лютого 2013 року в Сочі. Найкращим досягненням в естафетах є 19-те місце, яке українськи лижники посіли 25 листопада 2012 року в Єлліваре.
Протягом своєї кар'єри взяв участь у п'яти чемпіонатах світу (з 2013 по 2021 рік). Найкращий результат показав у 2017 році, посівши 17-те місце у командному стпринті та 16-те місце в естафеті. Також чотири рази брав участь в Універсіадах (з 2009 по 2015 рік).

## Олімпійські ігри
| Рік  | Місто | 15 км класика | 30 км скіатлон | 50 км масс старт | Спринт | Командний спринт | Естафета 4×10 км |
| ---- | ----- | ------------- | -------------- | ---------------- | ------ | ---------------- | ---------------- |
| 2014 | Сочі  | —             | —              | —                | 50     | 20               | —                |
| 2022 | Пекін | 78            | LAP            | —                | 46     | 17               | —                |

## Чемпіонат світу
| Рік  | Місто                       | Вільний стиль | Скіатлон | Класика | Спринт | Командний спринт | Естафета 4×10 км |
| ---- | --------------------------- | ------------- | -------- | ------- | ------ | ---------------- | ---------------- |
| 2013 | Валь-ді-Ф'ємме, Італія      | 67            |          |         | 56     | 19               | 17               |
| 2015 | Фалун, Швеція               | 73            |          |         | 56     | 19               | 17               |
| 2017 | Контіолахті, Фінляндія      |               |          | 77      | 49     | 17               | 16               |
| 2019 | Зеефельд-ін-Тіроль, Австрія | 59            |          |         |        |                  | 14               |
| 2021 | Оберстдорф, Німеччина       | 79            | DNF      |         | 63     | 21               |                  |